# Laura Farris
Laura Rose Farris (née McNair-Wilson ; née le 13 juin 1978) est députée britannique du Parti conservateur de Newbury de 2019 à 2024. Avant sa carrière parlementaire, elle travaille comme journaliste et plus tard comme avocate.

## Jeunesse
Farris est née et grandit à Bucklebury, dans le West Berkshire, en Angleterre. Son père Michael McNair-Wilson (en) et son oncle Patrick McNair-Wilson (en) sont d'anciens députés conservateurs. Elle étudie la philosophie, la politique et l'économie à Lady Margaret Hall, Oxford, où elle obtient en 2000 un diplôme de deuxième classe supérieure. Farris travaille comme journaliste pour la BBC et Reuters et ensuite pour Hillary Clinton lorsqu'elle est sénatrice des États-Unis à New York.
Elle obtient son diplôme d'avocat en 2007, exerçant principalement en droit du travail. Farris est sélectionnée pour le jury de la Commission pour l'égalité et les droits de l'homme en 2015.

## Carrière parlementaire
Farris est sélectionnée comme candidate du parti conservateur pour Newbury le 10 novembre 2019. Elle s'est déjà présentée comme candidate au siège sûr travailliste de Leyton et Wanstead. Farris est élue députée de Newbury avec une majorité de 16 047 voix aux élections générales de 2019. Son père a représenté la circonscription entre 1974 et 1992.

## Vie privée
Elle est mariée à Henry Farris et ils ont deux filles,.